# كبلر-18
كيبلر 18 (بالإنجليزية: Kepler-18)‏ الذي يرمز له بالرمز GSC 03149-02089، هو نجم، في كوكبة الدجاجة (كوكبة).

## الاكتشاف
.